# Cimetière militaire américain de Saint-Avold
Cimetière militaire américain de Saint-Avold (anglickým názvem Lorraine American Cemetery and Memorial) je vojenský hřbitov Spojených států v obci Saint-Avold ve východní Francii (Lotrinsku). S 10 489 hroby se jedná o největší americký vojenský hřbitov druhé světové války v Evropě.
Jsou zde pohřbeni především američtí vojáci, kteří padli při postupu k Rýnu v letech 1944/45. Hřbitov má rozlohu 46 hektarů a je rozdělen do devíti symetrických částí. Byl založen v roce 1945, dokončen v roce 1960 a spravuje jej American Battle Monuments Commission.
Trvalé bezplatné používání území bylo Spojeným státům uděleno francouzskou vládou.
Stejně jako na mnoha vojenských hřbitovech se hroby liší v závislosti na náboženství vojáka, včetně křesťanského kříže a Davidovy hvězdy.
Na hřbitově se nachází také vyhlídková věž a památník.